# Hôtel de préfecture de Yvelines
El Hôtel de Préfecture des Yvelines es un edificio de  Versalles sede de la prefectura y del consejo departamental de Yvelines desde 1968, año de creación del departamento.

## Ubicación
Está ubicado en 11-13, avenue de Paris (avenida que está en el eje del Palacio de Versalles ) en la esquina de rue Jean Houdon.

## Histórico
Fue construido entre 1863 y 1866 en el sitio de la antigua perrera del rey, por el arquitecto de Versalles Amédée Manuel por encargo del prefecto Édouard Charton. y fue inaugurado el  
En 1870, se convirtió en la sede del Estado Mayor prusiano, luego, durante el episodio de la Comuna de París, albergó el gobierno de Adolphe Thiers y luego de Patrice de Mac Mahon. Desde 1880 fue la sede de la prefectura de Seine-et-Oise, y desde 1968, la de la prefectura de Yvelines.

## Arquitectura
El frontón triangular que corona la vanguardia central del edificio está decorado con un bajorrelieve del escultor Georges Clère, que representa el Oise y el Sena personificados.